# Szobekhotep (polgármester)

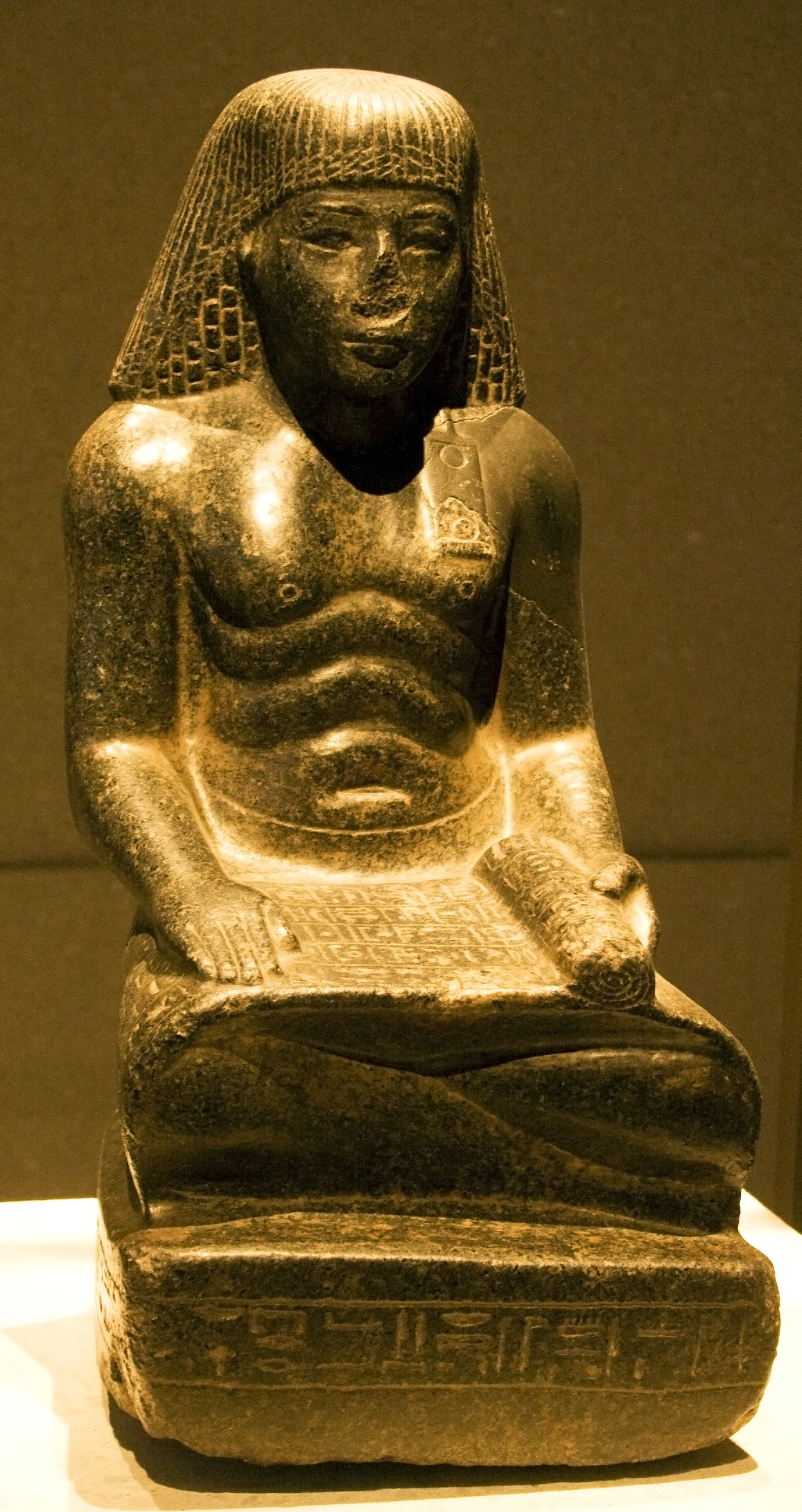
Szobekhotep írnokszobra

Szobekhotep ókori egyiptomi hivatalnok volt a XVIII. dinasztia idején, II. Amenhotep uralkodása alatt. Két szoborról ismert, az egyik Marseille-ben található (katalógusszám no. 208), a másik a berlini Neues Museumban (katalógusszám 11635). A szobrokról ismertek Szobekhotep címei: a Fajjúm oázis polgármestere, Szobek papjainak elöljárója, valamint „az északi és a déli tó polgármestere” volt, „a Fajjúm-oázis nagyja” és „a kincstár felügyelője”.
Apja, Kapu szintén a Fajjúm polgármestere volt. Felesége vagy lánytestvére, egy Merit nevű nő volt. Merit lánya, szintén Merit IV. Thotmesz lánya, Tiaa dajkája volt; egy másik Szobekhotep nevű hivatalnokhoz ment feleségül, aki szintén a Fajjúm-oázis polgármestere volt, később pedig kincstárnok lett a királyi udvarban.

## Fordítás
- Ez a szócikk részben vagy egészben  a   Sobekhotep (mayor of the Faiyum) című angol Wikipédia-szócikk ezen változatának fordításán alapul.  Az eredeti cikk szerkesztőit annak laptörténete sorolja fel. Ez a jelzés csupán a megfogalmazás eredetét és a szerzői jogokat jelzi, nem szolgál a cikkben szereplő információk forrásmegjelöléseként.